# Mandy Kerkossa
Mandy Kerkossa (* 29. September 1976 in Zwickau) ist eine ehemalige deutsche Handballspielerin.
Die in Zwickau aufgewachsene Kerkossa begann das Handballspielen bei der BSV Sachsen Zwickau und kam über die Kinder- und Jugendsportschule Leipzig zum HC Leipzig (damals noch VfB Leipzig). Mit den Sachsen wurde sie 1999 deutscher Meister.
Anschließend wechselte die 1,76 m große Kreisspielerin zur SG Hessen Hersfeld. Als die Nordhessen 2003 Insolvenz anmelden mussten, schloss sie sich dem damaligen Zweitligisten Thüringer HC an. Mit den Thüringerinnen erreichte sie 2005 den Aufstieg in die Bundesliga, verließ den Verein aber nach der Aufstiegssaison und schloss sich der SG 09 Kirchhof an.
Von 2007 bis 2009 spielte Mandy Kerkossa beim Südwest-Regionalligisten SV Reichensachsen.